# Kunduz
|  | Per a altres significats, vegeu «Kunduz (desambiguació)». |

Kunduz (paixtu: کندز; persa: قندوز), també esmentada com a Kundûz, Qonduz, Qondûz, Konduz, Kondûz, Kondoz o Qhunduz, és una ciutat del nord de l'Afganistan, capital de la província de Kunduz i del districte de Kunduz. Està unida per carretera a Mazar-i Sharif a l'oest, i amb Kabul al sud, i a més amb la frontera de Tadjikistan al nord.a l'estimació de 2012-13 hi vivien 304.600 persones. El seu nom deriva del persa kuhan/quhan diz, "antic fort" (o vell fort). Fins al 1964 fou capital de la província de Qataqan (Kataghan, antiga o vella ciutat, del turc kata = vell o antic, i el persa kand/qand/qan «ciutat»). La ciutat disposa d'un aeroport.

## Història
Kunduz ocupa el lloc de l'antiga ciutat de Drapsaka, que fou un gran centre de coneixement budista i molt pròspera durant el segle iii.
El nom de Kunduz no apareix esmentat durant tota l'edat mitjana en les obres dels geògrafs musulmans. Pertanyia a la província de Tukharistan i es creu que podia ser la vila de Wakwalidj o Walwaliz (o sinó la mateixa, una ciutat veïna), que fou ciutat heftalita fins a la conquesta àrab (lluites del segle vii i començament del viii) i després centre administratiu i el lloc on s'encunyaren les monedes de l'Afganistan septentrional fins al temps dels seljúcides. Encara avui dia hi ha diverses ruïnes prop de Kunduz que esperen la seva investigació.
Apareix amb el seu nom en temps dels timúrides. Fou important en les campanyes de Hussayn Bayqara (Husayn Mirza) especialment en la de 1495-1496, perquè fins aquesta data fou governada pel príncep timúrida rival Mahmud Mirza ibn Abi Said (mort el 1495). El 1506 va caure en mans dels uzbeks, i el 1510 dels safàvides. Com aliat d'aquestos va passar a Baber el 1511 que la va fer servir de base (fins a 1514) per les seves expedicions al nord de l'Oxus, a Hisor i Wakhsh, que no van tenir èxit; la va conservar deixant-la a l'emir timúrida de Badakshan; durant els anys 1520 a 1524 la van disputar uzbeks i safàvides, però va romandre en mans de Badakhshan sota l'alta sobirania de Baber i després de l'Imperi Mogol; quan Humayun fou enderrocat va quedar en mans de la dinastia timúrida que esdevingué independent, fins que Humayun va ocupar Kunduz el 1546 i va sotmetre a l'emir de Badakhshan, i fou llavors part del govern del seu germà.
El 1584 fou ocupada pels uzbeks van fundar diversos petits kanats entre els quals el de Badakhshan, el de Balkh i el de Khulm, quedant Kunduz dins del primer. El 1645 els timúrides es van apoderar altre cop de Balkh i del Badakhxan (amb Kunduz), però a la tardor del 1649 en foren definitivament expulsats pels uzbeks. Una dinastia uzbeka es va establir al Badakhxan (el príncep portava el títol de Mir, equivalent al d'emir o amir) i un delegat seu es va establir a Kunduz. El primer kan independent de Kunduz fou Mahmud Biy que va deixar de dependre del mir de Badakhxan el 1698.
El kan de Kunduz es va sotmetre el 1751 a Ahmad Shah Durrani, però la submissió no va durar molt de temps. A l'inici del segle xix Mountstuart Elphinstone va estar a la ciutat on governava un kan uzbek totalment independent de nom Khauldaud Khan que manava un exèrcit de 15.000 homes. El 1830 la va visitar John Wood i era una miserable població de 500 o 600 barraques. El 1859 el kanat fou sotmès a vassallatge per Dost Muhammad de Kabul. El kanat fou annexionat a l'Afganistan el 1888. La ciutat era considerada aleshores malsana i hi havia paludisme.
A la primera part del segle xx fou governada per Sher Khan Nashir, que va fundar una companyia de cotó (Spinzar Cotton Company) que encara existeix, i fou una ciutat especialment pròspera, junt amb la veïna Khanabad; es van desenvolupar els cultius com l'arròs, les fruites i altres. Era capital de la província de Kataghan, nom que portava tota la regió. El 1964 la reorganització administrativa a l'Afganistan va crear la província de Kunduz (Qonduz). El 1969 la població de la ciutat s'estimava en 40.000 persones.
Fou la darrera gran ciutat que van dominar els talibans després de l'ocupació americana del país el novembre del 2001; els americans hi van entrar el 26 de novembre després de dues setmanes de setge el que va permetre a un miler de persones, incloent membres d'al-Qaeda, talibans i pakistanesos de poder fugir per aire cap al Pakistan des de l'aeroport local.